# Dünzelbach 50

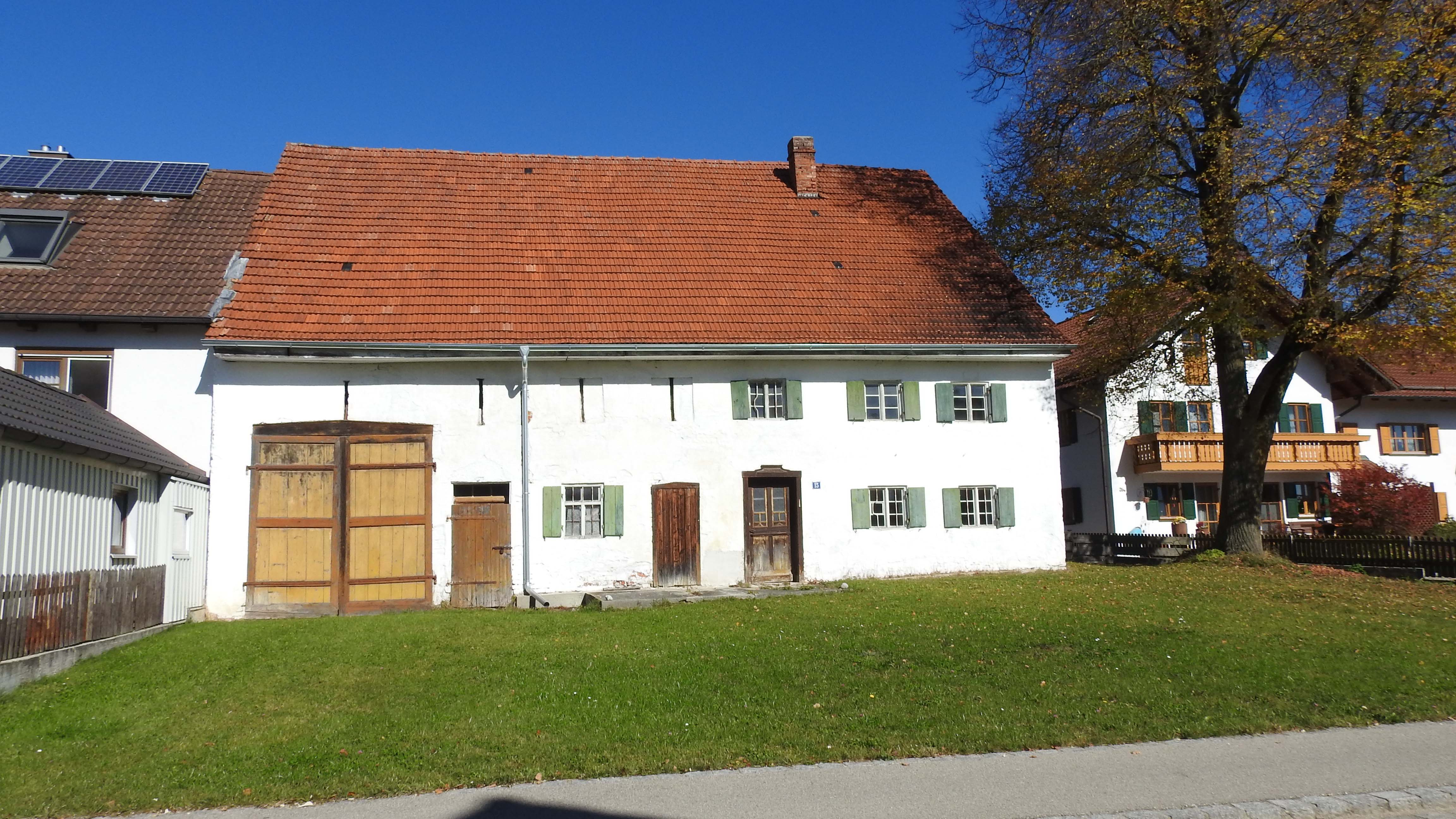
St-Nikolaus-Str. 28, früher Dünzelbach 50

Dünzelbach 50 ist das zweigeschossige ehemalige Bauernhaus im Ortsteil Dünzelbach der Gemeinde Moorenweis. Das aus dem 18. Jahrhundert stammende Gebäude mit Greddach ist unter der Nummer D-1-79-138-37 als Denkmalschutzobjekt in der Liste des Bayerischen Landesamtes für Denkmalpflege eingetragen.